# Missions- und Anbetungsschwestern von der Heiligen Familie
Die Missions- und Anbetungsschwestern von der Heiligen Familie (Ordenskürzel: MASF) sind eine internationale Kongregation bischöflichen Rechts.

## Geschichte
1937 gründete der Generalobere der Missionare von der Heiligen Familie, Pater Anton Maria Trampe MSF die weibliche Ordensgemeinschaft. Die in Baarlo bei Venlo (Niederlande) entstandene Schwesterngemeinschaft sollte die Missionsarbeit in Übersee unterstützen. Nach dem Zweiten Weltkrieg weitete sich die Ordensgemeinschaft von den Niederlanden aus und wurde zu einer Kongregation mit internationalem Charakter. Sie gründete Niederlassungen in Deutschland, Indonesien, Madagaskar, Chile und der Schweiz. 2008 wurde die indonesische Ordensprovinz mit einem päpstlichen Dekret zu einer eigenständigen Kongregation anerkannt. Die Provinz Madagaskar bereitet ihre Selbständigkeit vor.
Die Kongregation hat heute Niederlassungen in Deutschland, den Niederlanden, Chile und Madagaskar. Das Generalat hat seit 2002 seinen Sitz in Kriens (Schweiz). Das Ordenskapitel / Generalkapitel in Kriens bestätigte 2022 für vier Jahre in ihren Ämtern Annemarie Bühler als Generaloberin sowie Martina Lorenz und Luzia Christen als ihre Assistentinnen.